# 傑克·克拉克 (棒球員)
傑克·安東尼·克拉克（英語：Jack Anthony Clark，1955年11月10日—），綽號「開膛手傑克」，為前美國職棒大聯盟的右外野手與一壘手，他生涯曾效力於巨人、紅雀、洋基、教士與紅襪等隊。
克拉克生涯拿下兩次銀棒獎，4次入選明星賽。生涯累積340轟與1180分打點。

## 職業生涯

### 舊金山巨人
1973年，克拉克在小聯盟開始他的職棒生涯。1975年9月，克拉克登上大聯盟。1978年，他連續26場比賽敲出安打，刷新隊史紀錄。1980年，他獲得威利·麥克獎。

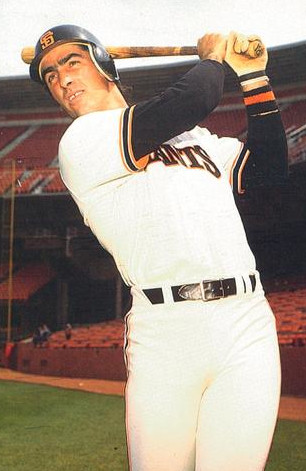
生涯初期的克拉克

不過克拉克長期以來一直在抱怨舊金山寒冷多風的天氣，他也慢慢和總教練法蘭克·羅賓森的關係出現裂痕，也有不少球隊高層認為克拉克花太多時間在養傷。

### 聖路易紅雀
1985年2月1日，巨人將克拉克交易到紅雀，換來José Uribe、Dave LaPoint、David Green和Gary Rajsich。他為了減少受傷頻率而改練一壘。1985年國聯冠軍賽，克拉克在第六場敲出關鍵三分砲，幫助紅雀擊敗道奇闖進世界大賽。
1985年世界大賽第六場，克拉克傳球給補位的投手Todd Worrell，但一壘審卻誤判為安全上壘。這個關鍵的誤判讓皇家最終逆轉贏下第六戰，最終皇家4勝3敗拿下世界大賽冠軍。
1987年，克拉克迎來生涯年，他繳出2成86的打擊率，並敲出35轟與106分打點。他在MVP票選上拿下第三名。雖然紅雀再度闖進世界大賽，但克拉克卻因為腳踝受傷，僅在季後賽留下一個打席。

### 紐約洋基

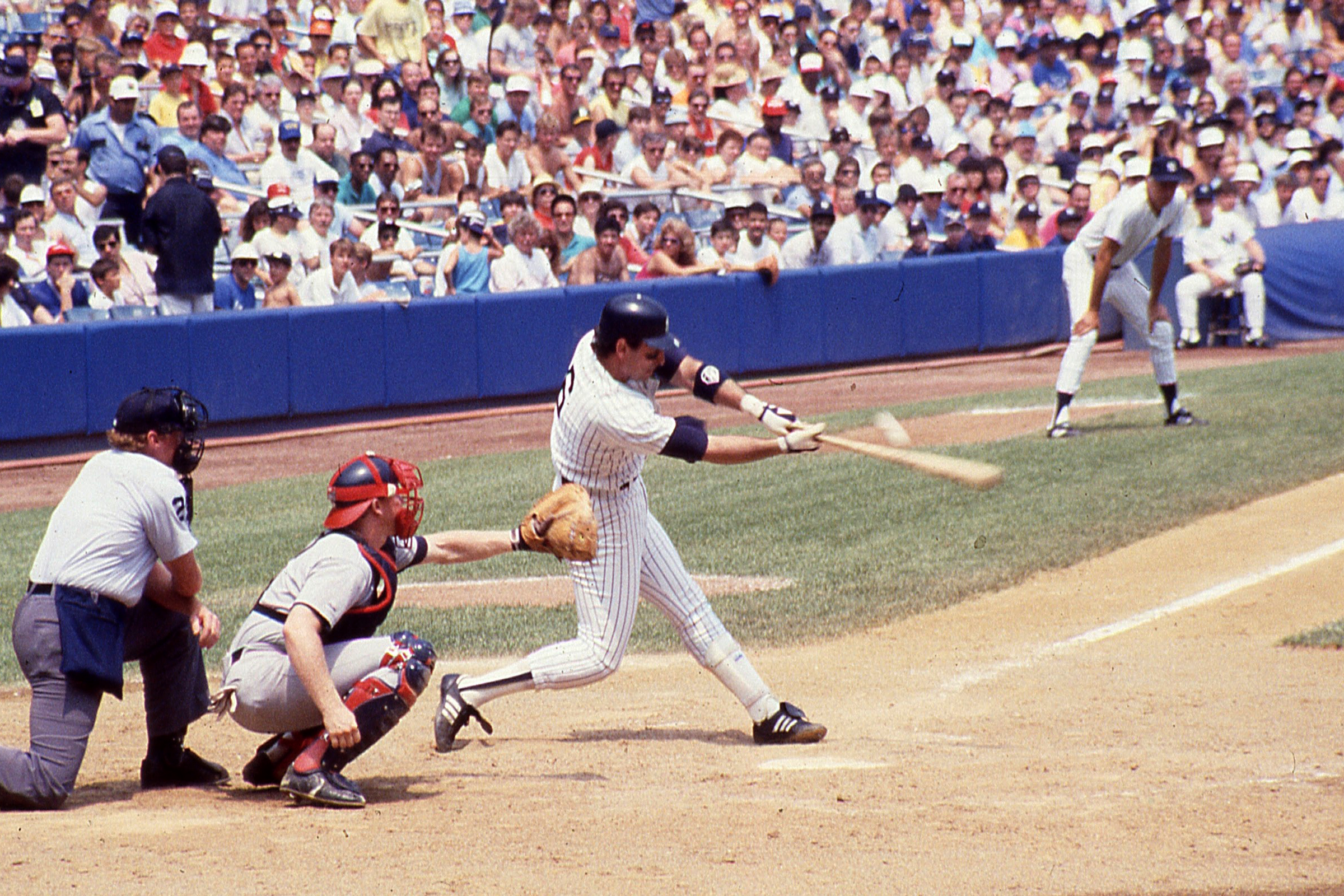
1988年的克拉克

1987年球季結束後，克拉克與洋基簽下兩年合約。由於洋基已有唐·馬丁利擔任一壘手，因此克拉克主要擔任指定打擊。雖然克拉克與總教練比利·馬丁相處融洽，但卻和下一任總教練盧·皮涅拉不合。所以克拉克只打完一年便要求交易。

### 聖地牙哥教士
1988年球季結束後，洋基將克拉克和Pat Clements交易到教士，換來Lance McCullers、Jimmy Jones和Stan Jefferson。他在受訪時曾提到他討厭待在美聯東區，因為他認為比賽時間過長，球迷和球員到後面都會疲倦。1990年，他和球隊球星湯尼·關恩發生不合。他曾公開批評關恩是個自私的人，看到隊友在得點圈上不揮擊，而選擇觸擊短打來維持他的打擊率。但前隊友喬·卡特對於克拉克的言論覺得不以為然，認為只是克拉克在誇大其辭。

### 波士頓紅襪
1991年，克拉克與紅襪簽下3年合約。首年他以指定打擊身分上場，敲出28轟。不過他在1992年僅敲出5轟，最後他在1993年被放進讓渡名單。後來他和博覽會簽下小聯盟約。但克拉克最終沒能重返大聯盟，他被博覽會釋出後便宣布退休。

### 退休
1999年，克拉克在小聯盟執教。後來他在2001年到2003年間在道奇擔任打擊教練。2008年10月，他在中伊利諾學院聯盟的球隊執教，不過他卻被爆出無故缺席球隊其中的26場比賽。

## 生涯成績
| 出賽次數 | 打席 | 打數 | 得分 | 安打 | 二安 | 三安 | 全壘打 | 打點 | 盜壘 | 保送 | 三振 | 打擊率 | 上壘率 | 長打率 | OPS  |
| -------- | ---- | ---- | ---- | ---- | ---- | ---- | ------ | ---- | ---- | ---- | ---- | ------ | ------ | ------ | ---- |
| 1994     | 8230 | 6847 | 1118 | 1826 | 332  | 39   | 340    | 1180 | 77   | 1262 | 1441 | .267   | .379   | .476   | .854 |

## 爭議

### 破產
1992年，克拉克聲請破產。後來他被查出名下有17台豪車，因為他打算一次付款導致破產。而且他如果對這台車沒興趣，他就會馬上拋售並隨即買下另一台新車。

### 不實指控
2013年8月，克拉克在一個電台廣播節目中表示天使球星亞伯特·普荷斯曾在比賽中使用禁藥。最後普荷斯像克拉克提起訴訟。2014年2月10日，克拉克公開向普荷斯道歉，表示這件事是他不知從哪裡聽到的謠言。最後普荷斯撤銷訴訟，整起事件才宣告落幕。

## 外部連結
- 球員資訊和成績在MLB，ESPN，Retrosheet ，Baseball Reference ，Baseball Reference (Minors) ，Fangraphs ，The Baseball Cube （英文）
- 傑克·克拉克在台灣棒球維基館上的頁面（繁體中文）